# بيت وليامز
بيت وليامز (بالإنجليزية: Pete Williams)‏ هو صحفي أمريكي، ولد في 28 فبراير 1952 في كاسبر في الولايات المتحدة.

## وصلات خارجية
- بيت وليامز على موقع IMDb (الإنجليزية)